# Carla Mendes
Carla Mendes (ur. 9 stycznia 1978 w Miragaia) – portugalska wioślarka.

## Osiągnięcia
- Mistrzostwa Świata – Eton 2006 – dwójka podwójna wagi lekkiej – 16. miejsce[1].
- Mistrzostwa Świata – Poznań 2009 – dwójka podwójna wagi lekkiej – 14. miejsce[1].
- Mistrzostwa Europy – Montemor-o-Velho 2010 – dwójka podwójna wagi lekkiej – 12. miejsce[1].